# محمد بن نوح الجنديسابوري الفارسي
أبو الحسن الجنديسابوري الفارسي راوي حديث نبوي، حدث بدمشق، ومصر، وبغداد. ولد في جنديسابور، وتوفي في ذي القعدة سنة 321 هـ.

## روايته للحديث
- روى عن: الحسن بن عرفة، وشعيب بن أيوب الصريفيني وهارون بن إسحاق الهمداني.[1]
- روى عنه: الدارقطني، وأبو بكر بن شاذان، وأبو حفص بن شاهين، وعيسى الوزير.[1]
- منزلته عند أهل الحديث: قال أبو سعيد بن يونس: ثقة حافظ. وقال الدارقطني: ثقة مأمون، ما رأيت كتبًا أصح من كتبه، ولا أحسن.[1]